# Alacık
Alacık (zazaisch Roşnek) ist ein fast verlassenes Dorf im zentralen Landkreis der türkischen Provinz Tunceli. Alacık liegt ca. 32 km nordöstlich der Provinzhauptstadt Tunceli.
„Roşnek“ ist der ursprüngliche Ortsname. Der Name ist zazaischen Ursprungs. Im Jahr 1985 lebten in Alacık 622 Menschen. Für 2011 gibt das TÜIK 19 Einwohner für das Dorf an.
In Alacık befinden sich zwei Massengräber mit den sterblichen Überresten von 230 Zivilisten, die während des Dersim-Aufstands von Soldaten getötet und dort verscharrt wurden.